# Musab Kheder
Musab Kheder (tiếng Ả Rập: مصعب خضر; sinh ngày 1 tháng 1 năm 1993) là một cầu thủ bóng đá chuyên nghiệp người Qatar hiện thi đấu cho câu lạc bộ Al Sadd và đội tuyển quốc gia Qatar.